# Aletschhorn

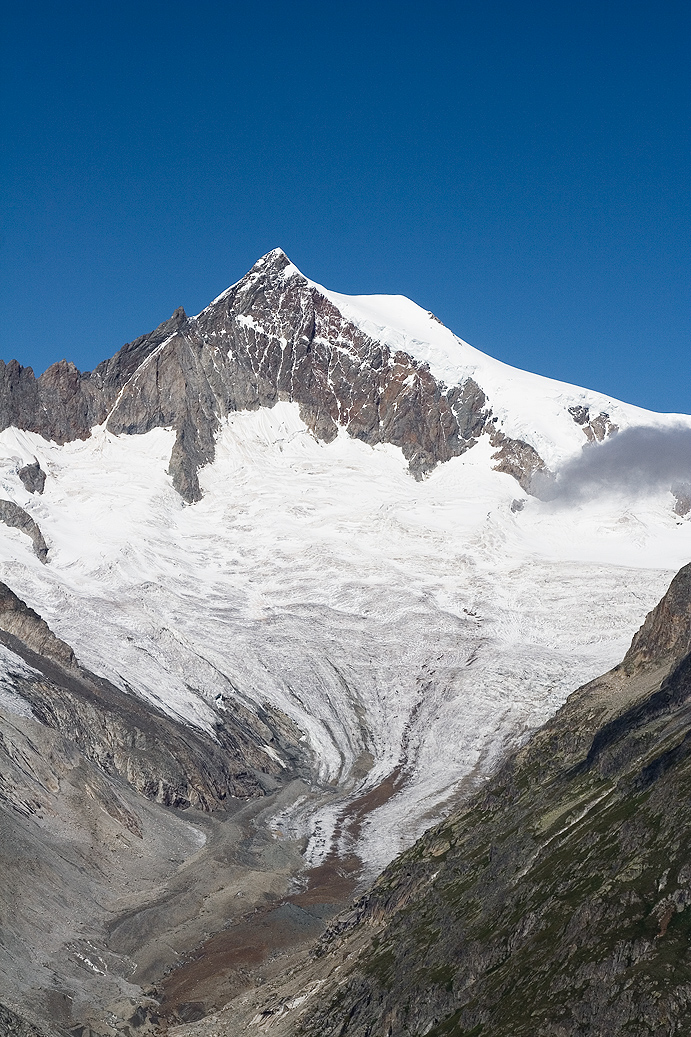
Aletschhorn und Mittelaletschgletscher

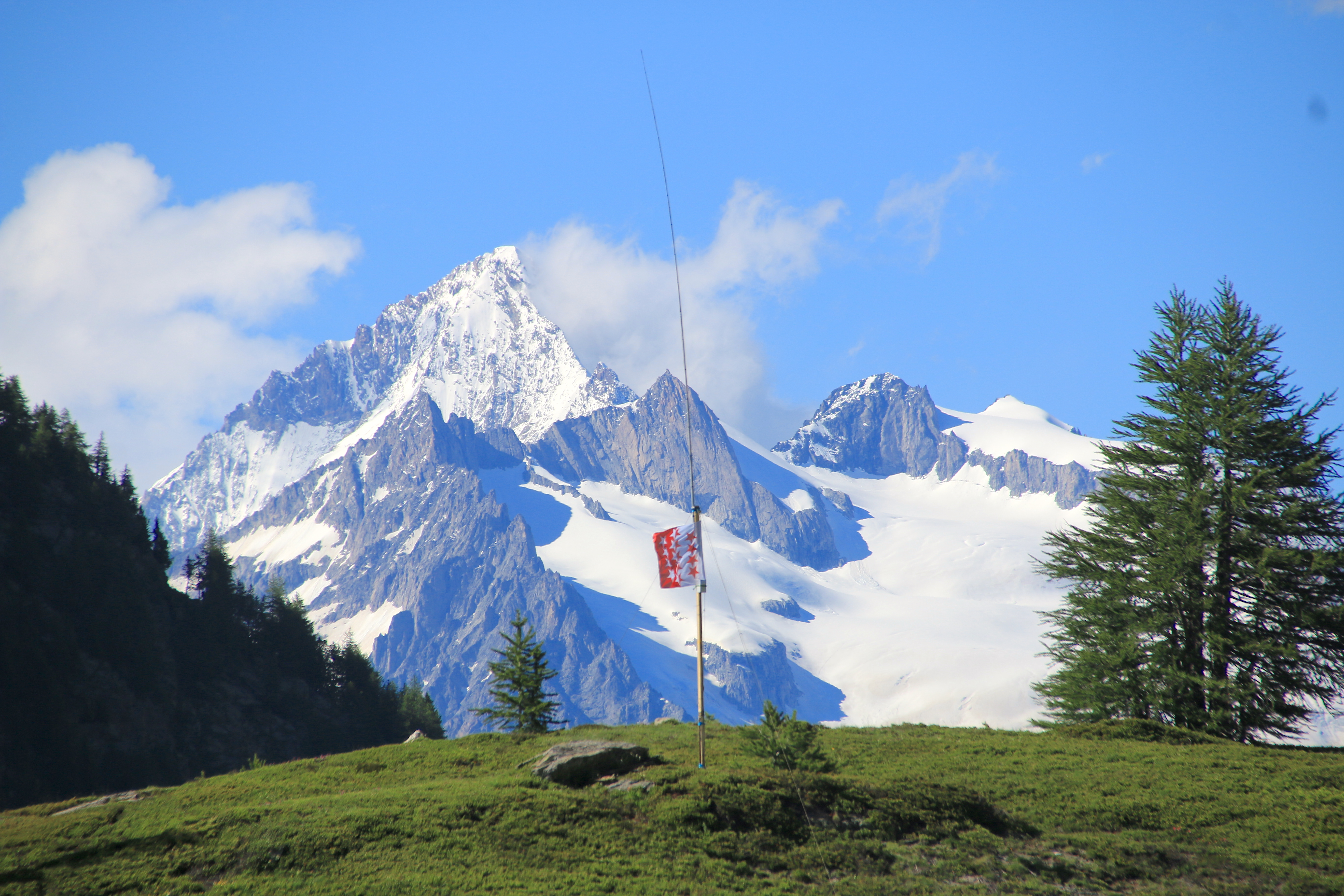
Aletschhorn vom Simplonpass aus gesehen

Aletschhorn, Gletscherhorn und Mittaghorn, Ballonaufnahme von Eduard Spelterini, zwischen 1893 und 1924

Das Aletschhorn ist ein 4194 m ü. M. (nach anderen Angaben auch 4195 m ü. M.) hoher, vergletscherter Berggipfel im Kanton Wallis, in der Region Jungfrau-Aletsch-Bietschhorn, die zum UNESCO-Weltnaturerbe gehört. Nach dem Finsteraarhorn ist es die zweithöchste Erhebung im Massiv der Berner Alpen. Während sich an seiner Nordflanke der Grosse Aletschfirn befindet, ist der Berg Ausgangspunkt des Oberaletschgletschers (nach Südwesten) und des Mittelaletschgletschers (nach Südosten), beide im Einzugsgebiet des Aletschgletschers.
Das Aletschhorn gilt als der kälteste Berg der Alpen.

## Routen
Nordostgrat
- Schwierigkeit: WS+
- Zeitaufwand: 4–5 Stunden
- Ausgangspunkt: Mittelaletschbiwak (3013 m)
- Talort: Fiesch (1049 m)

Nordwestgrat
- Schwierigkeit: ZS, mit III. UIAA-Grad Felskletterei
- Zeitaufwand: 8 Stunden
- Ausgangspunkt: Oberaletschhütten (2640 m)
- Talort: Blatten bei Naters (1322 m)

Südostgrat
- Schwierigkeit: ZS
- Zeitaufwand: 7–8 Stunden
- Ausgangspunkt: Oberaletschhütten (2640 m)
- Talort: Blatten bei Naters (1322 m)

Südwestrippe
- Schwierigkeit: ZS, mit II. UIAA-Grad Felskletterei
- Zeitaufwand: 7–8 Stunden
- Ausgangspunkt: Oberaletschhütten (2640 m)
- Talort: Blatten bei Naters (1322 m)

Haslerrippe
- Schwierigkeit: ZS+, mit II. UIAA-Grad Felskletterei
- Zeitaufwand: 7–8 Stunden
- Ausgangspunkt: Konkordiahütten (2850 m)
- Talort: Grindelwald (1034 m)

Nordwand
- Schwierigkeit: S
- Zeitaufwand: 5–8 Stunden
- Ausgangspunkt: Hollandiahütte (3240 m)
- Talort: Grindelwald (1034 m)